# Dominique Visse
Dominique Visse (Lisieux, 30 agosto 1955) è un controtenore francese, e fondatore dell'Ensemble Clément Janequin.

## Biografia
Dominique Visse è stato corista alla Cattedrale di Notre-Dame a Parigi e ha studiato organo e flauto al Conservatorio di Versailles. In qualità di musicista ha sviluppato un particolare interesse per i repertori medievali e rinascimentali.
Dopo aver studiato con Alfred Deller e René Jacobs dal 1976 al 1978 ha deciso di specializzarsi nel canto.
Nel 1978 Dominique Visse ha fondato l'Ensemble Clément Janequin, con il quale ha inciso una serie di dischi di musica sacra e profana del Rinascimento, in particolar modo francese. Successivamente è entrato a far parte dell'ensemble Les Arts Florissants diretto da William Christie.
Nel 1982 ha fatto il suo debutto operistico a Tourcoing ne L'incoronazione di Poppea di Claudio Monteverdi.
Visse è sposato con il soprano Agnès Mellon.

## Discografia
- 1985 - Fricassée Parisienne. Chansons de la renaissance française, con Ensemble Clément Janequin (Harmonia Mundi)
- 1987 - Heinrich Schütz, Die sieben Worte Jesu Christi am Kreuz, con Ensemble Clément Janequin e Les Sacqueboutiers de Touleuse (Harmonia Mundi)
- 1989 - Pierre de La Rue, Sacred Music con Ensemble Clément Janequin (Harmonia Mundi)
- 1992 - Josquin Desprez, Adieu, mes amours. Chansons con Ensemble Clément Janequin (Harmonia Mundi)
- 1992 - Roland de Lassus, Chansons & Moresche con Ensemble Clément Janequin (Harmonia Mundi)
- 1992 - Paschal de L'Estocart, Octonaires de la vanité du monde con Ensemble Clément Janequin (Harmonia Mundi)
- 1992 - Clément Janequin, La Chasse et autres chansons con Ensemble Clément Janequin (Harmonia Mundi)
- 1994 - Chansons sur des poemes de Ronsard, con Ensemble Clément Janequin (Harmonia Mundi)
- 1994 - Orazio Vecchi, L'Amfipirnaso, con Ensemble Clément Janequin (Harmonia Mundi)
- 1995 - Une fête chez Rabelais, Chansons et pièces instrumentales, con Ensemble Clément Janequin (Harmonia Mundi)
- 1995 - The Countertenors, con Andreas Scholl e Pascal Bertin (Harmonia Mundi)
- 1995 - Songs for Seven Centuries, con Eric Bellocq e Kazuoki Fujii (Seven Seas)
- 1995 - Clément Janequin, Messes "La Bataille" & "L'Aveuglé Dieu", con Ensemble Clément Janequin (Harmonia Mundi)
- 1996 - Le Cris de Paris. Chanson de Janequin & Sermisy, con Ensemble Clément Janequin (Harmonia Mundi)
- 1997 - Claude Le Jeune, Missa ad Placitum; Motets; Magnificat, con Ensemble Clément Janequin (Harmonia Mundi)
- 1997 - Dominique Visse sings Chabrier, Ravel & Poulenc
- 1998 - Clément Janequin, La Bataille Chanson and Mass, con Ensemble Clément Janequin  (Harmonia Mundi "La Solothèque")
- 1998 - Canciones y Ensaladas, con Ensemble Clément Janequin (Harmonia Mundi)
- 1999 - Anthologie de la Chanson polyphonique. Songs of the French Renaissance, con Ensemble Clément Janequin (Harmonia Mundi)
- 2000 - Psaumes et Chansons de la Réforme, con Ensemble Clément Janequin (Harmonia Mundi)
- 2001 - Les Plaisirs du Palais. Chansons à boire de la Renaissance, con Ensemble Clément Janequin (Harmonia Mundi)
- 2003 - Antoine Brumel, Missa "Et ecce terrae motus", con Ensemble Clément Janequin e Les Sacqueboutiers de Touleuse (Harmonia Mundi)
- 2004 - Claudin de Sermisy, Leçons de Ténèbres, con Ensemble Clément Janequin (Harmonia Mundi)
- 2005 - Claude Le Jeune, Autant en emporte le vent, con Ensemble Clément Janequin (Harmonia Mundi)
- 2007 - Tōru Takemitsu, Songs, con François Couturier (Hänssler Classic)
- 2007 - Les Plaisirs du palais. Chansons à boire (et à manger) à la table de Gargantua, con Ensemble Clément Janequin (Harmonia Mundi)
- 2009 - L'Écrit du Cri. Renaissance & 19th to 21st Century Songs, con Ensemble Clément Janequin (Harmonia Mundi)
- 2009 - Michael Praetorius e Samuel Scheidt, The Guard on the Battlement, con Capella de la Torre e Katharina Bäuml (Coviello Classics)
- 2010 - Dom Quichotte. Cantates & Concertos Comiques, con Café Zimmermann (Alpha)
- 2010 - Vinum et musica. Songs & dances from Nuremberg sources (15º e 16º secolo), con Capella de la Torre e Katharina Bäuml (Challenge Classics)
- 2012 - John Dowland, Tunes of Sad Despaire, con Fretwork, Renaud Delaigue e Eric Bellocq (King)